# Теорія струн
Тео́рія струн — напрям теоретичної фізики, що вивчає динаміку взаємодії не точкових частинок, а одновимірних протяжних об'єктів, так званих квантових струн. Теорія струн поєднує в собі ідеї квантової механіки і теорії відносності, тому на її основі, можливо, буде побудована майбутня теорія квантової гравітації.

Взаємодія в мікросвіті: діаграма Фейнмана в стандартній моделі і її аналог в теорії струн

Теорія струн ґрунтується на гіпотезі, що усі елементарні частинки та їхні фундаментальні взаємодії виникають в результаті коливань і взаємодій ультрамікроскопічних квантових струн на масштабах порядку довжини Планка 10−35 м. Цей підхід, з одного боку, дозволяє уникнути таких труднощів квантової теорії поля, як перенормування, а з іншого дає змогу для глибшого погляду на структуру матерії і простору-часу. Квантова теорія струн виникла на початку 1970-х років в результаті осмислення формул Ґабріеле Венеціано, пов'язаних зі струнними моделями будови адронів. Середина 1980-х і середина 1990-х ознаменувалися бурхливим розвитком теорії струн; очікувалося, що найближчим часом на основі теорії струн буде сформульована так звана «єдина теорія» або «теорія всього», пошукам якої Ейнштейн безуспішно присвятив десятиліття. Але попри математичну строгість і цілісність теорії, поки не знайдені варіанти експериментального підтвердження теорії струн. Теорія, що виникла для опису адронної фізики, але не цілком підійшла для цього, опинилася у свого роду експериментальному вакуумі опису всіх взаємодій.
Одна з основних проблем при спробі описати процедуру редукції струнних теорій з розмірності 26 або 10 у низькоенергетичну фізику розмірності 4 полягає у великій кількості варіантів компактифікацій додаткових вимірів на многовиди Калабі — Яу і на орбівиди, які, ймовірно, є окремими граничними випадками просторів Калабі — Яу. Велике число можливих розв'язків з кінця 1970-х і початку 1980-х років створило проблему, відому під назвою «проблема ландшафту», у зв'язку з чим деякі науковці сумніваються, чи заслуговує теорія струн статусу наукової.
Попри ці труднощі, розробка теорії струн стимулювала розвиток математичних формалізмів, переважно алгебричної і диференціальної геометрії, топології, а також дозволила глибше зрозуміти структуру теорій квантової гравітації, які їй передували. Розвиток теорії струн триває і є надія, що ті елементи струнних теорій, яких бракує, і відповідні явища будуть знайдені в найближчому майбутньому, зокрема в результаті експериментів на Великому адронному колайдері.

## Основні положення

Рівні світобудови:
1. Макроскопічний рівень — речовина
2. Молекулярний рівень
3. Атомний рівень — протони, нейтрони і електрони
4. Субатомний рівень — електрон
5. Субатомний рівень — кварки
6. Струнний рівень

Якби існував явний механізм екстраполяції струн у низькоенергетичну фізику, то теорія струн зобразила б нам усі фундаментальні частинки з їхніми взаємодіями у вигляді обмежень на спектри збуджень нелокальних одновимірних об'єктів. Характерні розміри компактифікованих струн надзвичайно малі, близько 10−33 см (порядку планківської довжини), тому вони недоступні експериментальному спостереженню. Аналогічно до коливань струн музичних інструментів спектральні складові струн можливі тільки для певних частот (квантових амплітуд), які за формулою E=mc² відповідають у спостережуваному світі масам частинок, в ролі яких проявляються коливання струн. Параметром, аналогічним частоті осцилятора, для струни є квадрат маси.
Несуперечливі і самоузгоджені квантові теорії струн можливі лише в просторах вищої розмірності (понад чотири, враховуючи розмірність, пов'язану з часом). У зв'язку з цим у струнній фізиці відкритим є питання про розмірність простору-часу. Те, що у макроскопічному (безпосередньо спостережуваному) світі додаткові просторові виміри не спостерігаються, пояснюється в струнних теоріях одним з двох можливих механізмів: компактифікація цих вимірів — скручування до розмірів порядку довжини Планка, або локалізація всіх частинок багатовимірного всесвіту (мультивсесвіту) на чотиривимірному світовому листі, який і являє собою спостережувану частину мультивсесвіту. Передбачають, що вищі розмірності можуть проявлятися у взаємодіях елементарних частинок за високих енергій, проте досі експериментальні вказівки на такі прояви відсутні.
При побудові теорії струн розрізняють підхід первинного і вторинного квантування. Останній оперує поняттям струнного поля — функціоналу на просторі петель, подібно до квантової теорії поля. У формалізмі первинного квантування математичними методами описується рух пробної струни у зовнішніх струнних полях, при цьому не виключається взаємодія між струнами, у тому числі розпад і об'єднання струн. Підхід первинного квантування зв'язує теорію струн зі звичайною теорією поля на світовій поверхні.
Найреалістичніші теорії струн як обов'язковий елемент включають суперсиметрію, тому такі теорії називаються суперструнними. Набір частинок і взаємодій між ними, що спостерігається за відносно низьких енергій, практично відтворює структуру стандартної моделі у фізиці елементарних частинок, причому багато властивостей стандартної моделі знаходять витончене пояснення в рамках суперструнних теорій. Проте досі немає принципів, за допомогою яких можна було б пояснити ті або інші обмеження струнних теорій, щоб отримати деяку подібність до стандартної моделі.
У середині 1980-х років Майкл Грін і Джон Шварц дійшли висновку, що суперсиметрію, яка є центральною ланкою теорії струн, можна включити в неї не одним, а двома способами: перший — це суперсиметрія світової поверхні струни, другий — просторово-часова суперсиметрія. У своїй основі ці способи введення суперсиметрії зв'язують методи конформної теорії поля зі стандартними методами квантової теорії поля. Технічні особливості реалізації цих способів введення суперсиметрії зумовили виникнення п'яти різних теорій суперструн — типу I, типів IIA та IIB, і двох гетеротичних струнних теорій. Сплеск цікавості до теорії струн, який виник внаслідок цього, названо «першою суперструнною революцією». Усі ці моделі формулюються в 10-вимірному просторі-часі, проте розрізняються за струнними спектрами і калібрувальними групами симетрії. Закладена в 1970-х і розвинена в 1980-х роках конструкція 11-вимірної супергравітації, а також незвичайні топологічні двоїстості фазових змінних у теорії струн у середині 1990-х призвели до «другої суперструнної революції». З'ясувалося, що усі ці теорії, насправді, тісно пов'язані одна з одною завдяки певним дуальностям. Було висловлено припущення, що усі п'ять теорій є різними граничними випадками єдиної фундаментальної теорії, що дістала назву М-теорії. Нині ведуться пошуки адекватної математичної мови для формулювання цієї теорії.

## Історія

### Струни в адронній фізиці

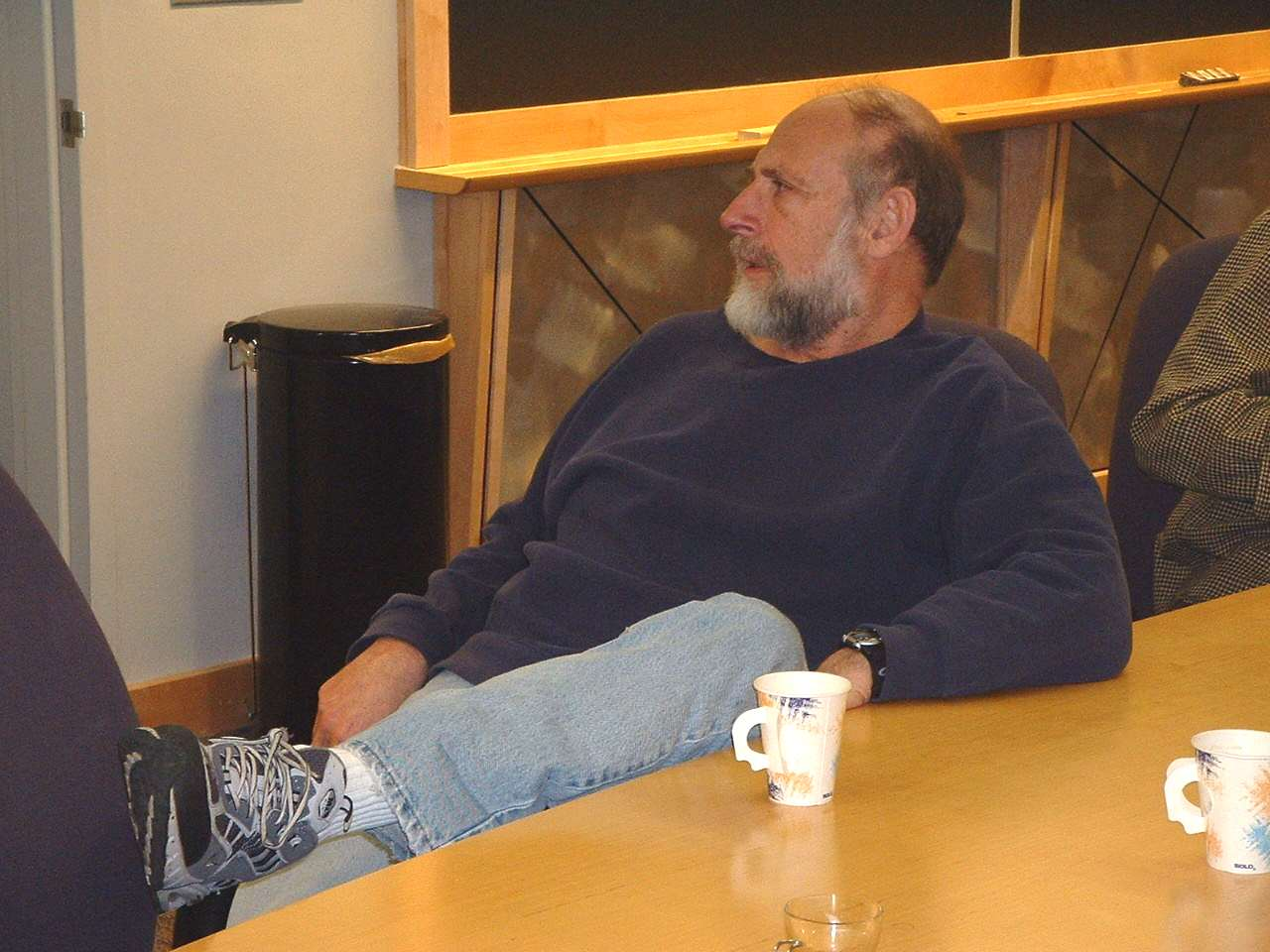
Леонард Сасскінд

Струни як фундаментальні об'єкти були спочатку введені у фізику елементарних частинок для пояснення особливостей будови адронів, зокрема піонів.
У 1960-х роках виявлено залежність між спіном адрону і його масою (графік Чу — Фраучі). Це спостереження призвело до створення теорії Редже, в якій різні адрони розглядалися не як елементарні частинки, а як різні прояви єдиного протяжного об'єкту — реджеона. У подальші роки зусиллями Ґабріеле Венеціано, Йоїтіро Намбу, Холгера Бех Нільсена і Леонарда Сасскінда виведено формулу для розсіювання реджеонів і дано струнну інтерпретацію явищ, що протікають при цьому.
1968 року Ґабріеле Венеціано і Махіко Судзукі при спробі аналізу процесу зіткнень піонів виявили, що амплітуда парного розсіювання високоенергетичних піонів дуже точно описується однією з бета-функцій, введених Леонардом Ейлером 1730 року. Пізніше було встановлено, що амплітуду парного піонного розсіювання можна розкласти в нескінченний ряд, початок якого збігається з формулою Венеціано — Судзукі.
1970 року Йоїтіро Намбу, Тецуо Гото, Холгер Бех Нільсен і Леонард Сасскінд висунули ідею, що взаємодія між піонами під час зіштовхування виникає внаслідок того, що піони сполучає «нескінченно тонка нитка, яка коливається». Вважаючи, що ця «нитка» підкоряється законам квантової механіки, вони вивели формулу, яка збігається з формулою Венеціано — Судзукі. Таким чином, з'явилися моделі, в яких елементарні частинки постають у вигляді одновимірних струн, які вібрують на визначених нотах (частотах).
З настанням ери квантової хромодинаміки наукова спільнота втратила цікавість до теорії струн в адронній фізиці аж до 1980-х років.

### Бозонна теорія струн
До 1974 року стало зрозуміло, що струнні теорії, ґрунтовані на формулах Венеціано, реалізуються в розмірностях простору понад 4: модель Венеціано і модель Шапіро — Вірасоро (S — V) в розмірності 26, а модель Рамо́на — Нев'є- Шварца (R — NS) в 10, і всі вони передбачають тахіони. Швидкість тахіонів перевищує швидкість світла у вакуумі, а тому їхнє існування суперечить принципу причинності, який, у свою чергу, порушується в мікросвіті. На даний момент вважається прийнятнішим не використовувати ідею тахіонів при побудові фізичних теорій. Вирішення проблеми тахіонів ґрунтується на роботах з просторово-часової глобальної (незалежної від координат) суперсиметрії Весса і Зуміно (1974 рік). 1977 року Гліоцці, Шерк і Олів (GSO проєкція) ввели в модель R — NS спеціальну проєкцію для струнних змінних, яка дозволила усунути тахіон і по суті давала суперсиметричну струну. 1981 року Гріну і Шварцу вдалося описати GSO проєкцію в термінах D-вимірної суперсиметрії і трохи пізніше ввести принцип усунення аномалій у теоріях струн.
1974 року Джон Шварц і Жоель Шерк, а також незалежно від них Таміакі Йонея, вивчаючи властивості деяких струнних вібрацій, виявили, що вони в точності відповідають властивостям гіпотетичної частинки − кванта гравітаційного поля, яка називається гравітоном. Шварц і Шерк стверджували, що теорія струн спочатку зазнала невдачі через те, що фізики недооцінили її масштаб. На основі цієї моделі була створена теорія бозонних струн, що як і раніше залишається першим варіантом теорії струн, який викладають студентам. Ця теорія формулюється в термінах дії Полякова, за допомогою якої можна передбачати рух струни в просторі та часі. Процедура квантування дії Полякова призводить до того, що струна може вібрувати різними способами і кожен спосіб її вібрації генерує окрему елементарну частинку. Маса частинки і характеристики її взаємодії визначаються способом вібрації струни, або своєрідною «нотою», яка витягується зі струни. Гама, що виходить таким чином, називається спектром мас теорії струн.
Первинні моделі включали як відкриті струни, тобто нитки, що мають два вільні кінці, так і замкнуті, тобто петлі. Ці два типи струн поводяться по-різному і генерують два різні спектри. Не всі сучасні теорії струн використовують обидва типи, деякі обмежуються тільки замкнутими струнами.
Теорія бозонних струн не позбавлена проблем. Передусім, вона має фундаментальну нестабільність, яка припускає розпад самого простору-часу. Крім того, як випливає з її назви, спектр частинок обмежується тільки бозонами. Попри те, що бозони є важливим інгредієнтом світобудови, Всесвіт складається не лише з них. Також вона передбачає уявну частинку з негативним квадратом маси — тахіон. Дослідження того, яким чином можна включити в спектр теорії струн ферміони, привело до поняття суперсиметрії — теорії взаємозв'язку бозонів і ферміонів, яка тепер має самостійне значення. Теорії, що включають ферміонні вібрації струн, називаються суперструнними теоріями.

### Суперструнні революції

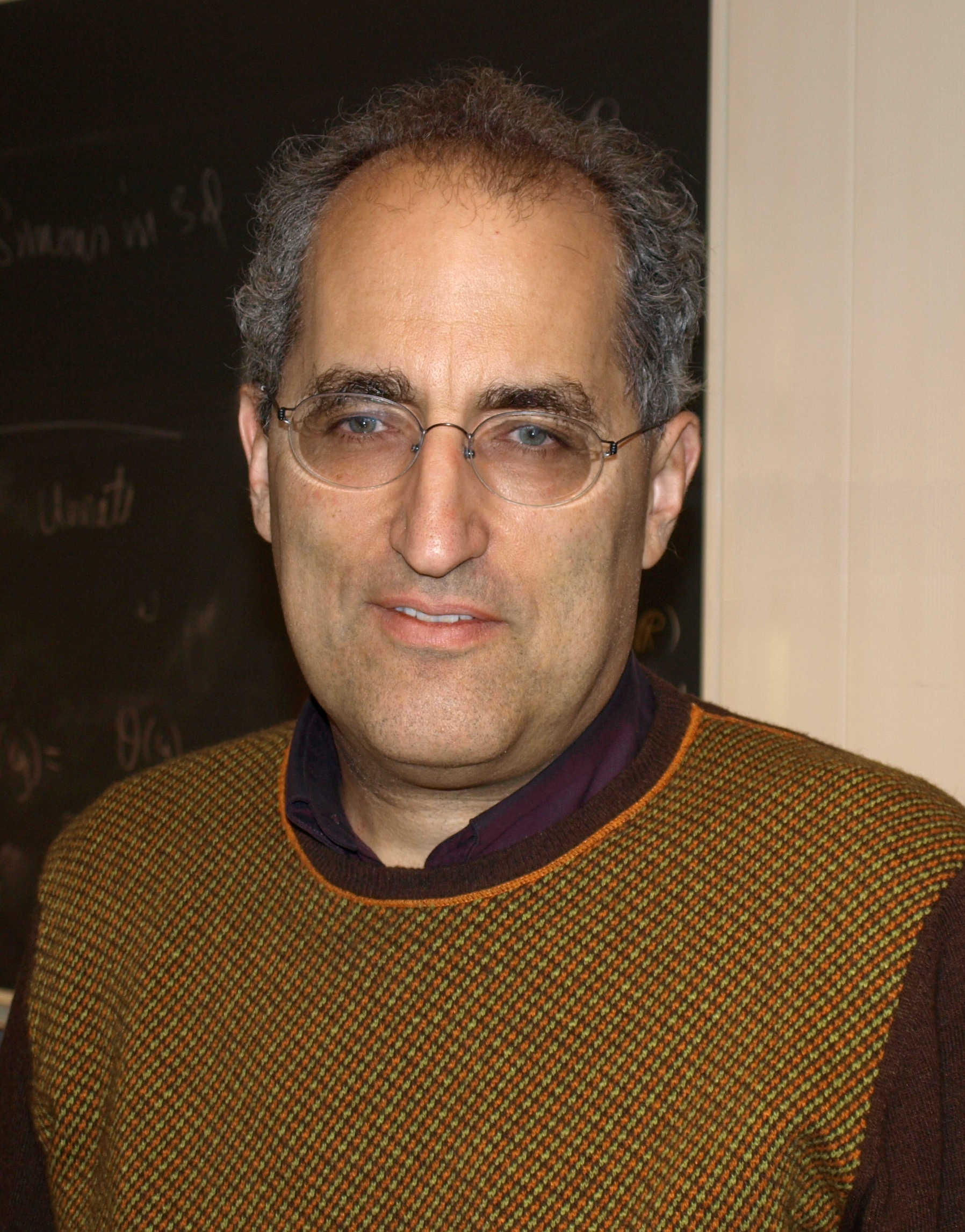
Едвард Віттен, один з лідерів досліджень М-теорії

У 1984—1986 роках фізики зрозуміли, що теорія струн могла б описати всі елементарні частинки і взаємодії між ними, і сотні науковців почали роботу над теорією струн як найперспективнішою ідеєю об'єднання фізичних теорій.
Першою суперструнною революцією стало відкриття 1984 року Майклом Гріном і Джоном Шварцом явища скорочення аномалій у теорії струн типу I. Механізм цього скорочення іменується механізмом Гріна — Шварца. Інші значні відкриття, наприклад, відкриття гетеротичної струни, були зроблені 1985 року.

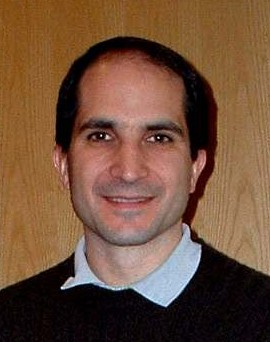
Хуан Малдасена в Гарварді

У середині 1990-х Едвард Віттен, Джозеф Полчинські та інші фізики виявили вагомі докази того, що різні суперструнні теорії є різними граничними випадками не розробленої доти 11-вимірної М-теорії. Це відкриття ознаменувало собою другу суперструнну революцію.
Останні дослідження теорії струн (точніше, М-теорії) зачіпають D -брани, багатовимірні об'єкти, існування яких витікає з включення в теорію відкритих струн. 1997 року Хуан Малдасена виявив взаємозв'язок між теорією струн і калібрувальною теорією, яка називається N=4 суперсиметричною теорією Янга-Міллса. Цей взаємозв'язок, який називається AdS/CFT-відповідністю (скорочення термінів «anti de Sitter space» — «антидесіттерівській простір», і «конформна теорія поля»), пригорнув велику увагу струнної спільноти і зараз активно досліджується. Ця «AdS/CFT-відповідність» є конкретною реалізацією голографічного принципу, який має далекосяжні наслідки стосовно чорних дір, локальності та інформації у фізиці, а також природи гравітаційної взаємодії.
2003 року розробка ландшафту теорії струн, того, що означає існування в теорії струн експоненціально великого числа нееквівалентних неправдивих вакуумів, поклала початок дискусії про те, що у підсумку може передбачити теорія струн і яким чином може змінитися струнна космологія (детальніше див. нижче).

## Основні властивості
Серед багатьох властивостей теорії струн особливо важливі три нижченаведені:
1. Гравітація і квантова механіка є невід'ємними принципами будови Всесвіту, і тому будь-який проект єдиної теорії зобов'язаний включати і те, і інше. Теорії струн цьому відповідає.
2. Дослідження впродовж XX століття показали, що існують і інші ключові концепції, — які є центральними для нашого розуміння Всесвіту. Багато з них були перевірені експериментально. Серед них — спін, існування поколінь частинок матерії і частинок-переносників взаємодії, калібрувальна інваріантність, принцип еквівалентності, порушення симетрії[43] і суперсиметрія. Усе це природним чином витікає з теорії струн.
3. На відміну від більш загальноприйнятих теорій, таких, як стандартна модель з її 19 вільними параметрами, які можуть підганятися для забезпечення узгодженості з експериментом, у теорії струн вільних параметрів немає[2][19].

### Класифікація струнних теорій
| Теорії струн | Тип | Кількість вимірів простору-часу | Характеристика |
| Бозонна      | 26  | Описує тільки бозони, немає ферміонів; струни як відкриті, так і замкнуті; основний недолік: наявність частинки з уявною масою, що рухається зі швидкістю, більшою за швидкість світла, — тахіона                |                |
| I            | 10  | Включає суперсиметрію; струни як відкриті, так і замкнуті; відсутній тахіон; групова симетрія — SO (32) |                |
| IIA          | 10  | Включає суперсиметрію; струни тільки замкнуті; відсутній тахіон; безмасові ферміони нехіральні |                |
| IIB          | 10  | Включає суперсиметрію; струни тільки замкнуті; відсутній тахіон; безмасові ферміони хіральні |                |
| HO           | 10  | Включає суперсиметрію; струни тільки замкнуті; відсутній тахіон; теорія гетеротична: струни, які коливаються за годинниковою стрілкою, відрізняються від струн, що коливаються проти; групова симетрія — SO (32) |                |
| HE           | 10  | Включає суперсиметрію; струни тільки замкнуті; відсутній тахіон; теорія гетеротична: струни, що коливаються за годинниковою стрілкою, відрізняються від струн, що коливаються проти; групова симетрія — E8×E8    |                |

Попри те, що розуміння деталей суперструнних теорій вимагає серйозної математичної підготовки, деякі якісні властивості квантових струн можна зрозуміти на інтуїтивному рівні. Так, квантові струни, як і звичайні струни, володіють пружністю, яка вважається фундаментальним параметром теорії. Пружність квантової струни тісно пов'язана з її розміром. Розглянемо замкнуту струну, до якої не прикладено ніяких сил.
Пружність струни прагнутиме стягнути її в дрібнішу петлю аж до розміру точки. Проте це порушило б один з фундаментальних принципів квантової механіки — принцип невизначеності Гейзенберга. Характерний розмір струнної петлі вийде внаслідок балансування між силою пружності, що скорочує струну, і ефектом невизначеності, що розтягує струну.
Завдяки протяжності струни вирішується проблема ультрафіолетових розходжень у квантовій теорії поля, і, отже, вся процедура регуляризації і перенормування перестає бути математичним трюком і набуває фізичного сенсу. Справді, у квантовій теорії поля нескінченні значення амплітуд взаємодії виникають внаслідок того, що дві частинки можуть як завгодно близько підійти одна до одної.
У теорії струн це вже неможливо: занадто близько розташовані струни зливаються в струну.

### Дуальності
У середині 1980-х встановлено, що суперсиметрія, яка є центральною ланкою теорії струн, може бути включена в неї не одним, а п'ятьма різними способами, що призводить до п'яти різних теорій: типу I, типів IIA і IIB, і двох гетеротичних струнних теорій. Можна припустити, що тільки одна з них могла претендувати на роль «теорії всього», причому та, яка за низьких енергій і компактифікованих шести додаткових вимірів узгоджувалася б з реальними спостереженнями. Залишалися відкритими питання про те, яка саме теорія адекватніша і що робити з іншими чотирма теоріямиС. 126.
У ході другої суперструнної революції показано, що таке уявлення неправильне: усі п'ять суперструнних теорій тісно пов'язані одна з одною, бувши різними граничними випадками єдиної 11-вимірної фундаментальної теорії (М-теорія).
Усі п'ять суперструнних теорій пов'язані одна з одною перетвореннями, що називаються дуальностями. Якщо дві теорії пов'язані між собою перетворенням дуальності (дуальним перетворенням), це означає, що кожне явище і якість з однієї теорії в якому-небудь граничному випадку має свій аналог в іншій теорії, а також є деякий своєрідний «словник» перекладу з однієї теорії на іншу.
Тобто дуальності зв'язують і величини, які вважалися різними або навіть взаємовиключними. Великі і малі масштаби, сильні і слабкі константи зв'язку — ці величини завжди вважалися абсолютно чіткими межами поведінки фізичних систем як в класичній теорії поля, так і у квантовій. Струни, проте, можуть усувати відмінності між великим і малим, сильним і слабким.

#### Т-дуальність
Т-дуальність пов'язана з симетрією в теорії струн, застосовуваною до струнних теорій типу IIA і IIB і двох гетеротичних струнних теорій. Перетворення Т-дуальності діють у просторах, у яких принаймні одна область має топологію кола. При такому перетворенні радіус R цієї області міняється на 1/R, і «намотані» стани струн міняються на високоімпульсні струнні стани в дуальній теорії.
Таким чином, міняючи імпульсні моди і гвинтові моди струни, можна перемикатися між великим і дрібним масштабом.
Іншими словами зв'язок теорії типу IIA з теорією типу IIB означає, що їх можна компактифікувати на коло, а потім, помінявши гвинтові й імпульсні моди, тобто і масштаби, можна побачити, що теорії помінялися місцями. Те саме справедливо і для двох гетеротичних теорій.

#### S-дуальність
S-дуальність (сильно-слабка дуальність) − еквівалентність двох квантових теорій поля, теорії струн і M-теорії. Перетворення S-дуальності замінює фізичні стани і вакуум з константою зв'язку g однієї теорії на фізичні стани і вакуум з константою зв'язку 1 / g іншої, дуальної до першої теорії. Завдяки цьому виникає можливість використати теорію збурень, яка справедлива для теорій з константою зв'язку g набагато меншою ніж 1, до дуальних теорій з константою зв'язку g набагато більшою, ніж 1. Суперструнні теорії пов'язані S-дуальністю таким чином: суперструнна теорія типу I S-дуальна гетеротичній SO (32) теорії, а теорія типу IIB S-дуальна самій собі.

#### U-дуальність
Існує також симетрія, що зв'язує перетворення S-дуальності і T-дуальності. Вона називається U-дуальністю і найчастіше зустрічається в контексті так званих U-дуальних груп симетрії в М-теорії, визначених на конкретних топологічних просторах. U-дуальність є об'єднанням у цих просторах S-дуальності і T-дуальності, які, як можна показати на D-брані, не комутують одна з одною.

### Додаткові виміри
Таємничим передбаченням теорії струн є багатовимірність Всесвіту. Ні теорія Максвелла, ні теорії Ейнштейна не дають такого прогнозу, оскільки припускають число вимірів заданим (у теорії відносності їх чотири). Першим, хто додав п'ятий вимір до ейнштейнівських чотирьох, був німецький математик Теодор Калуца (1919 рік). Обґрунтування неспостережуваності п'ятого виміру (його компактності) 1926 року запропонував шведський фізик Оскар Клейн.
Вимога узгодженості теорії струн з релятивістською інваріантністю (лоренц-інваріантністью) накладає жорсткі вимоги на розмірність простору-часу, в якому вона формулюється. Теорія бозонних струн може бути побудована тільки у 26-вимірному просторі-часі, а суперструнні теорії — в 10-вимірному.
Оскільки ми, згідно зі спеціальною теорією відносності, існуємо в чотиривимірному просторі-часі, то необхідно пояснити, чому інші додаткові виміри виявляються неспостережуваними. У розпорядженні теорії струн є два такі механізми.

#### Компактифікація

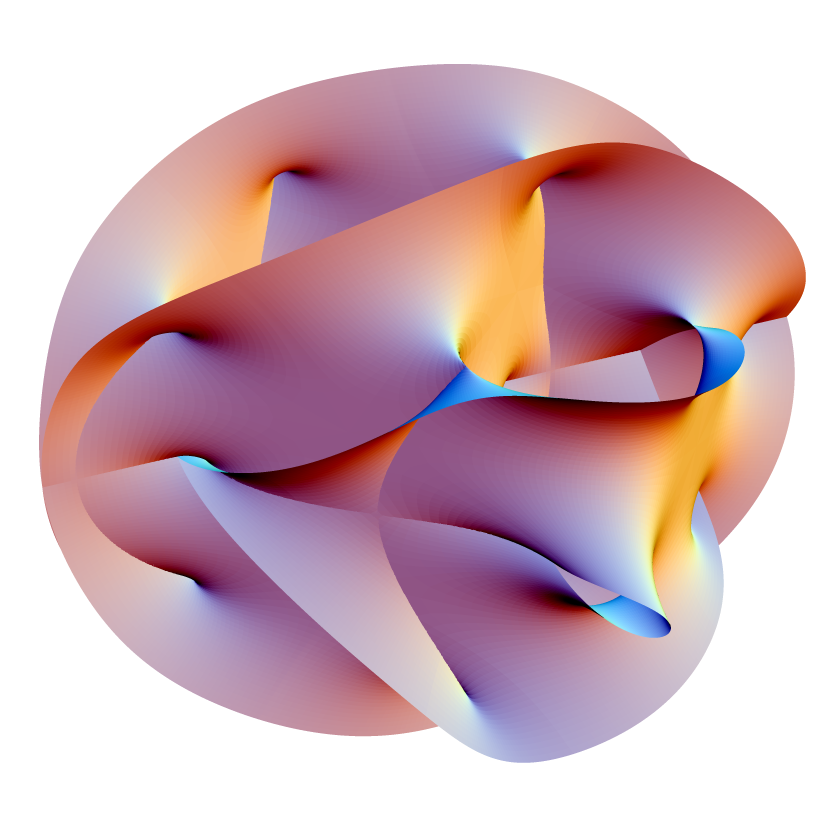
Проєкція 6-вимірного простору Калабі — Яу на площину, отримана за допомогою Mathematica

Перший з них полягає в компактифікації додаткових 6 або 7 вимірів, тобто замиканні їх на собі на таких малих відстанях, що їх неможливо виявити в експериментах. Шестивимірне розкладання моделей досягається з допомогою просторів Калабі — Яу.
Класична аналогія, використовувана при розгляді багатовимірного простору, — садовий шланг. Якщо дивитись на шланг з досить далекої відстані, то здається, що він має тільки один вимір — довжину. Але якщо наблизитися до нього, виявляється його другий вимір — коло. Істинний рух мурашки, що повзає по поверхні шланга, двовимірний, проте здалека він нам здаватиметься одновимірним. Додатковий вимір доступний спостереженню тільки з відносно близької відстані, тому й додаткові виміри простору Калабі — Яу доступні спостереженню тільки з надзвичайно близької відстані, тобто їх практично не можна виявити.

#### Локалізація
Інший варіант — локалізація — полягає в тому, що додаткові виміри не такі малі, проте через низку обставин усі частинки нашого світу злокалізовані на чотиривимірному листі у багатовимірному всесвіті (мультивсесвіті) і не можуть його покинути. Цей чотиривимірний лист (брана) і є спостережуваною частиною мультивсесвіту. Оскільки ми, як і уся наша техніка, складаємося зі звичайних частинок, то ми, в принципі, нездатні поглянути назовні.
Єдина можливість виявити присутність додаткових вимірів — гравітація. Гравітація, бувши результатом викривлення простору-часу, не локалізована на брані, і тому гравітони і мікроскопічні чорні діри можуть виходити назовні. У спостережуваному світі такий процес виглядатиме як раптове зникнення енергії й імпульсу, що виносяться цими об'єктами.

## Проблеми

### Можливість критичного експерименту
Теорія струн потребує експериментальної перевірки, проте жоден з варіантів теорії не дає однозначних передбачень, які можна було б перевірити в критичному експерименті. Таким чином, теорія струн перебуває досі в «зачатковій стадії»: вона володіє безліччю привабливих математичних особливостей і може стати надзвичайно важливою в розумінні будови Всесвіту, але потрібна подальша розробка для того, щоб прийняти її або відкинути. Оскільки теорію струн, швидше за все, не можна буде перевірити в осяжному майбутньому в силу технологічних обмежень, деякі учені сумніваються, чи заслуговує ця теорія статусу наукової, оскільки, на їхню думку, вона не є такою що фальсифікується в попперівському сенсі.
Зрозуміло, це саме по собі не дає підстав вважати теорію струн безпідставною. Часто нові теоретичні конструкції проходять стадію невизначеності, перш ніж, на підставі зіставлення з результатами експериментів, їх визнають або відкидають (див., наприклад, рівняння Максвелла). Тому й у разі теорії струн потрібен або розвиток самої теорії, тобто методів розрахунку й отримання висновків, або розвиток експериментальної науки для дослідження раніше недосяжних величин.

### Фальсифікованість і проблема ландшафту
2003 року з'ясувалося, що існує безліч способів звести 10-вимірні суперструнні теорії до 4-вимірної ефективної теорії поля. Сама теорія струн не давала критерію, за допомогою якого можна було б визначити, який з можливих шляхів редукції найкращий. Кожен з варіантів редукції 10-вимірної теорії породжує свій 4-вимірний світ, який може нагадувати, а може й відрізнятися від спостережуваного світу.
Усю сукупність можливих реалізацій низькоенергетичного світу з початкової суперструнної теорії називають ландшафтом теорії.
Виявляється, кількість таких варіантів справді колосальна. Вважають, що їхнє число дорівнює щонайменше 10100, ймовірніше — близько 10500; не виключено, що їх взагалі нескінченне число.
Впродовж 2005 року неодноразово лунали припущення, що прогрес у цьому напрямі може бути пов'язаний з включенням у цю картину антропного принципу: людина існує саме в такому Всесвіті, в якому її існування можливе.

### Обчислювальні проблеми
З математичної точки зору ще одна проблема полягає в тому, що, як і квантова теорія поля, велика частина теорії струн все ще формулюється пертурбативно (у термінах теорії збурень). Попри те, що непертурбативні методи досягли за останній час значного прогресу, повного непертурбативного формулювання теорії досі немає.

### Проблема масштабу «зернистості» простору
У результаті експериментів зі знаходження «зернистості» (ступеню квантування) простору, які полягали у вимірюванні ступеню поляризації гамма-випромінювання, того, що приходить від далеких потужних джерел, з'ясувалося, що у випромінюванні гамма-сплеску GRB041219A, джерело якого перебуває на відстані 300 млн світлових років, зернистість простору не проявляється аж до розмірів 10−48 м, що в 1014 разів менше від планківської довжини. Цей результат, очевидно, змусить переглянути зовнішні параметри струнних теорій.

## Поточні дослідження

### Вивчення властивостей чорних дір
1996 року струнні теоретики Ендрю Стромінджер і Кумрун Вафа, спираючись на ранніші результати Сасскінда і Сена, опублікували роботу «Мікроскопічна природа ентропії Бекенштейна і Гокінга». У цій роботі Стромінджеру й Вафі вдалося застосувати теорію струн для знаходження мікроскопічних компонентів певного класу чорних дір, а також для точного обчислення внесків цих компонентів в ентропію. Робота ґрунтувалася на застосуванні нового методу, що частково виходить за межі теорії збурень, яку використовували в 1980-х і на початку 1990-х рр. Результат у точності збігся з прогнозами Бекенштейна і Хокінга, зробленими більш ніж за двадцять років до того.
Реальним процесам утворення чорних дір Стромінджер і Вафа протиставили конструктивний підхід. Суть у тому, що вони змінили погляд на утворення чорних дір, показавши, що їх можна конструювати шляхом копіткого складання в один механізм точного набору бран, відкритих під час другої суперструнної революції.
Стромінджер і Вафа змогли обчислити кількість перестановок мікроскопічних компонентів чорної діри, при яких загальні спостережувані характеристики, наприклад маса й заряд, залишаються незмінними. Тоді ентропія цього стану за визначенням дорівнює логарифму кількості можливих мікростанів термодинамічної системи. Принаймні, для класу екстремальних чорних дір Стромінджеру й Вафі вдалося знайти застосування теорії струн для аналізу мікроскопічних компонентів і точного обчислення відповідної ентропії.
Це відкриття виявилося важливим і переконливим аргументом на підтримку теорії струн. Розробка теорії струн залишалася занадто грубою для прямого й точного порівняння з експериментальними результатами, наприклад, із результатами вимірювання мас кварків або електрона. Теорія струн, проте, дала перше фундаментальне обґрунтування давно відкритої властивості чорних дір, неможливість пояснення якого протягом багатьох років гальмувала дослідження фізиків, що працювали з традиційними теоріями. Навіть Шелдон Ґлешоу, Нобелівський лауреат з фізики й переконаний противник теорії струн у 1980-і рр., признався в інтерв'ю 1997 р., що «коли струнні теоретики говорять про чорні діри, йдеться ледве чи не про спостережувані явища, і це вражає».

### Струнна космологія
Струнна космологія — відносно нова галузь теоретичної фізики, що інтенсивно розвивається. У межах цієї галузі здійснюються спроби застосування рівнянь теорії струн для вирішення деяких проблем, що виникли в ранній космологічній теорії. Цей підхід уперше застосував у працях Ґабріеле Венеціано, що показав, яким чином інфляційна модель Всесвіту може бути отримана з теорії суперструн. Інфляційна космологія припускає існування деякого скалярного поля, яке індукує інфляційне розширення. У струнній космології замість нього запроваджується так зване дилатонне поле, кванти якого, на відміну, наприклад від електромагнітного поля, не є безмасовими, тому вплив цього поля істотний лише на відстанях порядку розміру елементарних частинок або на ранній стадії розвитку Всесвіту.
Існує три основні пункти, в яких теорія струн модифікує стандартну космологічну модель. По-перше, у дусі сучасних досліджень, що усе більш прояснюють ситуацію, з теорії струн виходить, що Всесвіт повинен мати мінімально допустимий розмір. Це виведення міняє уявлення про структуру Всесвіту безпосередньо у момент Великого вибуху, для якого в стандартній моделі виходить нульовий розмір Всесвіту. По-третє, кількість просторово-часових вимірів у теорії струн більш ніж чотири, тому космологія має описувати еволюцію усіх цих вимірів. Взагалі, особливість теорії струн полягає в тому, що в ній, мабуть, геометрія простору-часу не фундаментальна, а з'являється в теорії на великих масштабах або при слабкому зв'язку.

### Непрямі передбачення
Попри те, що арена основних дій в теорії струн недоступна прямому експериментальному вивченню, ряд непрямих передбачень теорії струн все ж можна перевірити в експерименті.
По-перше, обов'язковою є наявність суперсиметрії. Очікується, що Великий адронний колайдер, який запущено 10 вересня 2008 року, а повноцінно почав працювати 2010 року, може відкрити деякі суперсиметричні частинки. Це може бути серйозною підтримкою теорії струн.
По-друге, в моделях із локалізацією спостережуваного всесвіту в мультивсесвіті змінюється закон гравітації тіл на малих відстанях. 
2001 року було поставлено експеримент, що перевіряв закон всесвітнього тяжіння на відстанях у соті частки міліметра. Результати показали, что залежність сили від відстані відповідає закону всесвітнього тяжіння й на субміліметровому рівні, якихось інших ефектів виявлено не було. Таким чином, було отримано суттєві обмеження на параметри, які застосовуються в струнних теоріях.
По-третє, в тих же моделях гравітація може ставати дуже сильною вже на енергетичних масштабах близько декількох ТеВ, що робить можливою її перевірку на Великому адронному колайдері. Нині[коли?] йде активне дослідження процесів народження гравітонів і мікроскопічних чорних дір у таких варіантах теорії.
Нарешті, деякі варіанти теорії струн приводять також і до спостережуваних астрофізичних передбачень. Суперструни (космічні струни), D- струни або інші струнні об'єкти, розтягнуті до міжгалактичних розмірів, мають сильне гравітаційне поле і можуть виступати в ролі гравітаційних лінз. Крім того, струни, що рухаються, мають створювати гравітаційні хвилі, які, в принципі, можуть бути виявлені в експериментах типу LIGO і VIRGO. Вони також можуть створювати невеликі нерегулярності в реліктовому випромінюванні, які можуть бути виявлені в майбутніх експериментах.

### Науково-популярна
- Кайку М. Гіперпростір. — Л. : Літопис, 2005. — 460 с.
- Грин Б. Скрытая реальность: Параллельные миры и глубинные законы Космоса. — М. : URSS, 2013. — 400 с.
- Грин Б. Ткань космоса: Пространство, время и текстура реальности. — М. : URSS, 2011. — 608 с.
- Грин Б. Элегантная Вселенная: Суперструны, скрытые размерности и поиски окончательной теории. — М. : URSS, 2011. — 288 с.
- Каку М. Параллельные миры. — М. : София, 2008. — 414 с.
- Рэндалл Л. Закрученные пассажи. — М. : URSS, 2011. — 400 с.
- Яу Ш., Надис С. Теория струн и скрытые измерения Вселенной. — СПб. : Питер, 2013. — 400 с.
- Владленова И. В. Возможно ли решение космологических проблем в рамках теории струн ?// Метавселенная, пространство, время. — М. : РАН. — С. 25-51.

### Монографії, підручники
- Бринк Л., Энно М. Принципы теории струн. — М. : Мир, 1991. — 296 с.
- Грин М., Шварц Дж., Виттен Э. Теория суперструн. — М. : Мир, 1990. — 518+656 с.
- Каку М. Введение в теорию суперструн. — М. : Мир, 1999. — 624 с.
- Цвибах Б. Начальный курс теории струн. — М. : URSS, 2011. — 784 с.
- Becker K., Becker M., Schwarz J. H. String Theory and M-Theory: A Modern Introduction. — Cambridge University Press, 2007.
- Polchinski J. String Theory. — Cambridge University Press, 1998.

### Критика теорії струн
- Roger Penrose. The Road to Reality: A Complete Guide to the Laws of the Universe. — Knopf, 2005. — 624 с. — ISBN 0-679-45443-8.
- Lee Smolin. The Trouble with Physics: The Rise of String Theory, the Fall of a Science, and What Comes Next. — New York : Houghton Mifflin Co, 2006. — 392 с. — ISBN 0-618-55105-0.
- Peter Woit. Not Even Wrong - The Failure of String Theory And the Search for Unity in Physical Law. — London : Jonathan Cape & ; New York : Basic Books, 2006. — 290 с. — ISBN 0-224-07605-1. — ISBN 978-0-465-09275-8.